# السعادة هي سجائر هاملت
هي حملة اعلانية لسجائر Hamlet حيث تم عرضه على التلفاز منذ عام 1966 حتى تم حظر جميع اعلانات التبغ على التلفاز في بريطانيا عام 1991. عادت الحملة الاعلانية في السينما عام 1996,واستمرت حتى عام 1999, مع الاعلان التذكاري النهائي والشعار المعدل,”السعادة ستبقى دائما سيجار يسمى هاملت” 

## التاريخ
تم انشاء الشعار والحملة الأعلانية بواسطة وكالة Collett Dickenson Pearce عام 1966.على فرض ان الرجل قد يجد نفسه في موقف حرج أو مربك ويشعل سيجار هاملت.فاشعال هذه السجائر وتدخينها يجعله يبستم وينسى حزنه.استخدمت الاعلانات مقتطفا من أداء موسيقى الجاز لاغنية يوهان سباستيان باخ  وهي Air on the G String وعزف البيانو جاك لوزير وثلاثيته, والتي لا تزال مرتبطة بشكل متكرر بالعلامة التجارية.
ظهرت الإعلانات في الإعلانات التلفزيونية والإذاعية والسينمائية ووسائل الإعلام المطبوعة المختلفة وعلى اللوحات الإعلانية. اظهر احد الاعلانات التي ظهرت عام 1982 على القناة الرابعة البريطانية مجموعة من القطع المستخدمة لتشكيل الرقم 5 ثم يتم اعادة لفها وتشكيلها الى فوضى مشوشة , تم تحولت بعد ذلك الى وجه مع سيجار ,ما جعل الوجه يبتسم. تم تشغيل هذا الإعلان من عام 1982 حتى عام 1989

## ظهور المشاهير
ظهر عدد كبير من المشاهير في الاعلانات ,منهم إيان بوثام, روني كوربيت, وجريجور فيشر على هيئة شخصيته “thr baldy man”,محاولا استخدام كشك التصوير, ولاحقا محاولا للحصول على صورة بالبورتريه.
قضى الممثل والممثل الكوميدي روس أبوت سنوات في الإعلان عن سيجار هاملت.

## الادراك
تم تصنيف الاعلان باعتباره ثامن اعظم اعلان تلفزيوني على الاطلاق من قبل القناة الرابعة البريطانية في عام 2000.تم انتاج الجرافيك الاصلي للقناة الرابعة البريطانية واعلان الذي ينتحل الشخصية في اعلان هاملت تم صنعهما بواسطة Martin Lambie-Nairn. علاوة على ذلك، تم تصنيف الإعلان على أنه تاسع أعظم إعلان في قائمة ITV التي تم إعدادها في عام 2005 وباعتباره ثالث أطرف إعلان تلفزيوني على الإطلاق بواسطة Campaign Live في عام 2008.